# إصابات مفترق الجذور

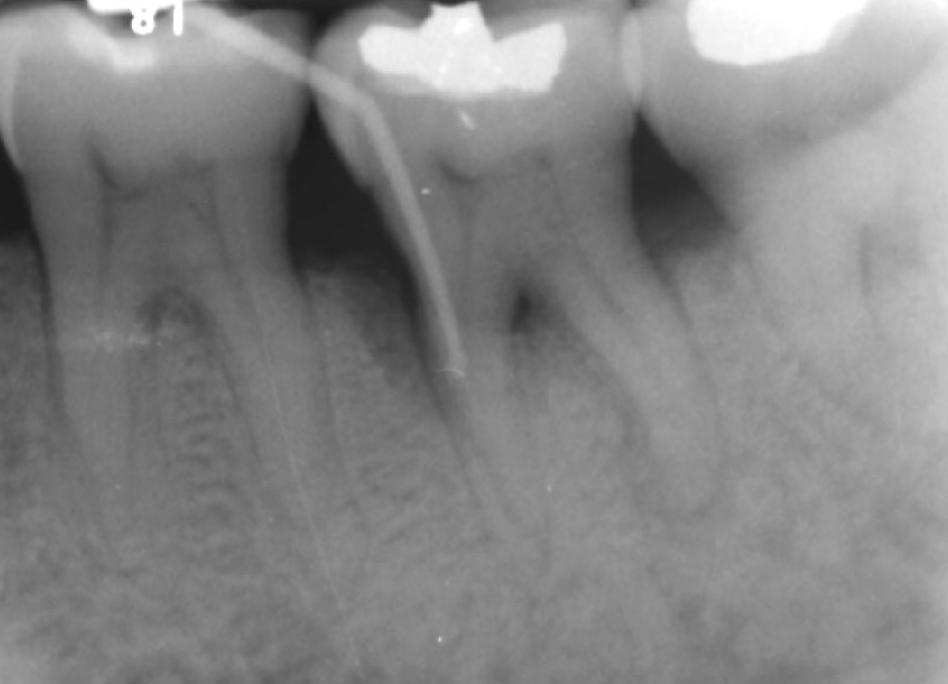
دليل على فقدان عظمي في منطقة مفترق الجذر في رحى ثانية سفلية جهة اليسار، و تقابل إصابة عمودية من الجهة الأنسية على نفس السن.
"العصا" المثنية على الجانب الأيسر للسن هي "جوتا بيركا" استخدمت لتتبع الإصابة.

في طب الأسنان، تحدث إصابات مفترق الجذور كنتيجة لفقدان العظم، الذي ينتج عادةً بسبب التهاب الأنسجة الداعمة للسن، مؤثراً على قاعدة جذع الجذر .
مكان التقاء الجذور في الأسنان متعددة الجذور (انفراق ثنائي أو انفراق ثلاثي) الأسنان المصابة بآفة في مفترق الجذور إجمالاً تكون توقعات إصابة المرض فيها ضئيلة، وذلك بسبب صعوبة تقديم منطقة مفترق الجذور خالية من أمراض الأنسجة الداعمة في تلك المنطقة. لهذا السبب، علاج الأنسجة الداعمة جراحياً يمكن أن يؤخذ بعين الاعتبار إما لإغلاق إصابة مفترق الجذر بوساطة طرق التطعيم، أو بإتاحة منفذ أكبر لمفترق الجذر المصاب لحفظ نظافة الفم وصحته.

## طول جذع الجذر
المسافة الممتدة من الملتقى المينائي الملاطي إلى مدخل مفترق الجذور تسمى طول جذع الجذر. وهذه المسافة تلعب دوراً مهماً في إصابات المفترق، لأنه كلما كان مدخل المفترق أعمق داخل العظم، زاد فقدان العظم اللازم قبل أن يتكشف المفترق.
بالنسبة للأرحاء السفلية الأولى، يبلغ متوسط طول الجذع الجذري 3 مم من الجانب الدهليزي، و4 مم من الجانب اللساني. أما أطوال جذوع جذور الأرحاء السفلية الثانية والثالثة فهي إما مساوية أو أكبر قليلاً من أطوال جذوع جذور الأرحاء السفلية الأولى، بالرغم من أن جذورها ممكن أن تكون متحدة.
أما الأرحاء العلوية الأولى، فيبلغ متوسط طول الجذع الجذري لها 3-4 مم من الجانب الدهليزي، و4-5 مم من الجانب الأنسي، و5-6 مم من الجانب الوحشي. وكما هو الحال بالنسبة للأرحاء السفلية، فإن أطوال الجذوع الجذرية للأرحاء العلوية الثانية والثالثة إما مساوية أو أكبر قليلاً من أطوال الجذوع الجذرية للأرحاء العلوية الأولى، بالرغم من أن جذورها قد تكون متحدة. بالنسبة للضواحك العلوية الأولى، فإنها تكون ثنائية الجذور في 40% من الحالات، ومتوسط طول جذع الجذر بالنسبة لها يبلغ 8 مم من الجانبين الأنسي والوحشي.

## تصنيف إصابات مفترق الجذور
بسبب أهميتها في تقييم أمراض النسج الداعمة، نشأت العديد من الطرق لتصنيف إصابات مفترق الجذور لقياس وتسجيل درجات حدة الإصابة بالمفترق، معظم التصنيفات معتمدة على مقدار فقدان الارتباط الأفقي في منطقة المفترق.
في عام 1953م، قام Irving Glickman بتصنيف آفات مفترق الجذور إلى أربع درجات :
- الدرجة الأولى : تعبر هذه الدرجة عن إصابة مفترق جذر وشيكة (مبكرة)، ويصاحبها بقاء جيب دواعم السن تاجياً بالنسبة للعظم السنخي. وتؤثر هذه الجيوب بشكل أولي على الأنسجة الرخوة. الفقدان العظمي المبكر يمكن أن يحدث، ولكن وضوح هذه التغيراتفي الصورة الشعاعية نادر .
- الدرجة الثانية : إن هذه الدرجة تُعبر عن الفقدان العظمي الأفقي بين الجذور كما تم تحديده بوساطة المسبر، ولكن كمية كافية من العظم (السنخي) تبقى متصلة بالسن (في قبة المفترق)،بحيث إذا وُجِد مناطق متعددة مصابة بفقدان العظم عند مفترق الجذور لا يمكن التواصل بينها.
- الدرجة الثالثة : تعبر عن فقدان الاتصال العظمي بالسن في منطقة المفترق، ما ينتج عنه بشكل أساسي نفق يمر من الجهة الدهليزية إلى الجهة اللسانية، ووجود زاوية في هذا النفق يصعّب تمرير المسبر بالكامل خلال المفترق؛ على كل حال، إذا كانت القياسات التراكمية من جوانب مختلفة تساوي أو تتجاوز عرض السن، عندها تفترض إصابة مفترق سني من الدرجة الثالثة. في المراحل المبكرة من الصنف الثالث، منطقة المفترق المصابة قد تكون مغطاة بالنسج الرخوة، مما يصعب اكتشاف إصابة المفترق.
- الدرجة الرابعة : تمثل فرط الدرجة الثالثة، وتصف هذه الدرجة إصابة مفترق سني نافذة من الجهة الدهليزية إلى الجهة اللسانية، وتدعم عملية فقدان العظم حتى تجعله يسمح بمرور المسبر بالكامل. في عام 2000م، قام Fedi et al بتطوير تصنيف Glickman ليشتمل على صنفين من إصابة المفترق من الدرجة الثانية.[4]
- الدرجة الثانية (الصنف الأول) : يتواجد عندما يكون الجزء العامودي لفقدان العظم عند مفترق الجذور لا يقل عن 1 مم ولا يزيد عن 3 مم.
- الدرجة الثانية (الصنف الثاني): يتواجد عندما يكون الجزء العامودي لفقدان العظم عند مفترق الجذور أكثر من 3مم، ولكن دون النفاذ من الجهة الدهليزية إلى الجهة اللسانية.

في عام 1975، قام Sven-Erik Hamp و Lindhe وSture Nyman بتصنيف إصابات مفترق الجذور اعتماداً على أعماق السبر .
- الدرجة الأولى: إصابة المفترق أقل من 3 مم في العمق.
- الدرجة الثانية: إصابة المفترق على الأقل 3 مم في العمق، (أي تتجاوز نصف العرض الدهليزي اللساني للسن) ولكن لا تخترقه بالكامل (حيث ما يزال بعض العظم بين الجذور متصلاً بزاوية المفترق)، وهكذا فإن إصابة المفترق تشكل طريقاً مسدوداً.
- الدرجة الثالثة: إصابة المفترق تشتمل على عرض السن بالكامل، فلا يوجد أي ارتباط عظمي بزاوية المفترق.[4]